# Greg Van Emburgh
Greg Van Emburgh (ur. 10 maja 1966 w Nowym Jorku) – amerykański tenisista.

## Kariera tenisowa
Karierę tenisową Greg Van Emburgh rozpoczął w 1988 roku, a zakończył w 1999 roku.
Odnosił sukcesy głównie w grze podwójnej, wygrywając sześć turniejów rangi ATP World Tour oraz osiągając osiem finałów. Swój najlepszy rezultat wielkoszlemowy uzyskał w 1990 roku podczas Wimbledonu, gdzie razem ze Stefanem Krugerem doszedł do półfinału.
W rankingu gry pojedynczej Amerykanin najwyżej był na 253. miejscu (9 października 1989), a w klasyfikacji gry podwójnej na 38. pozycji (22 marca 1993).

### Finały w turniejach ATP World Tour
| Nazwa                              |
| ---------------------------------- |
| Wielki Szlem                       |
| Igrzyska olimpijskie               |
| ATP World Tour World Championships |
| ATP Masters Series                 |
| ATP Championships Series           |
| ATP World Series                   |

#### Gra podwójna (6–8)
| Końcowy wynik | Nr | Data                | Turniej       | Nawierzchnia  | Partner           | Przeciwnicy                          | Wynik finału  |
| ------------- | -- | ------------------- | ------------- | ------------- | ----------------- | ------------------------------------ | ------------- |
| Zwycięzca     | 1. | 24 lipca 1988       | Schenectady   | Twarda        | Alexander Mronz   | Paul Annacone Patrick McEnroe        | 6:3, 6:7, 7:5 |
| Finalista     | 1. | 10 lutego 1991      | Guarujá       | Twarda        | Shelby Cannon     | Olivier Delaître Rodolphe Gilbert    | 2:6, 4:6      |
| Finalista     | 2. | 12 maja 1991        | Charlotte     | Ceglana       | Bret Garnett      | Rick Leach Jim Pugh                  | 3:6, 6:2, 3:6 |
| Zwycięzca     | 2. | 21 czerwca 1992     | Genua         | Ceglana       | Shelby Cannon     | Paul Haarhuis Mark Koevermans        | 6:1, 6:1      |
| Zwycięzca     | 3. | 30 sierpnia 1992    | Long Island   | Twarda        | Francisco Montana | Gianluca Pozzi Olli Rahnasto         | 6:4, 6:2      |
| Finalista     | 3. | 12 czerwca 1993     | Florencja     | Ceglana       | Mark Koevermans   | Tomás Carbonell Libor Pimek          | 6:7, 6:2, 1:6 |
| Finalista     | 4. | 20 czerwca 1993     | Genua         | Ceglana       | Mark Koevermans   | Sergio Casal Emilio Sánchez          | 3:6, 6:7      |
| Finalista     | 5. | 12 czerwca 1994     | Florencja     | Ceglana       | Neil Broad        | Jon Ireland Kenny Thorne             | 6:7, 3:6      |
| Zwycięzca     | 4. | 14 sierpnia 1994    | San Marino    | Ceglana       | Neil Broad        | Jordi Arrese Renzo Furlan            | 6:4, 7:6      |
| Finalista     | 6. | 2 października 1994 | Palermo       | Ceglana       | Neil Broad        | Tom Kempers Jack Waite               | 6:7, 4:6      |
| Zwycięzca     | 5. | 6 sierpnia 1995     | Kitzbühel     | Ceglana       | Francisco Montana | Jordi Arrese Wayne Arthurs           | 6:7, 6:3, 7:6 |
| Finalista     | 7. | 8 października 1995 | Tuluza        | Twarda (hala) | Dave Randall      | Jonas Björkman John-Laffnie de Jager | 6:7, 6:7      |
| Finalista     | 8. | 14 kwietnia 1996    | Estoril       | Ceglana       | Tom Nijssen       | Tomás Carbonell Francisco Roig       | 3:6, 2:6      |
| Zwycięzca     | 6. | 11 maja 1997        | Coral Springs | Ceglana       | Dave Randall      | Luke Jensen Murphy Jensen            | 6:7, 6:2, 7:6 |